# Plac Unii

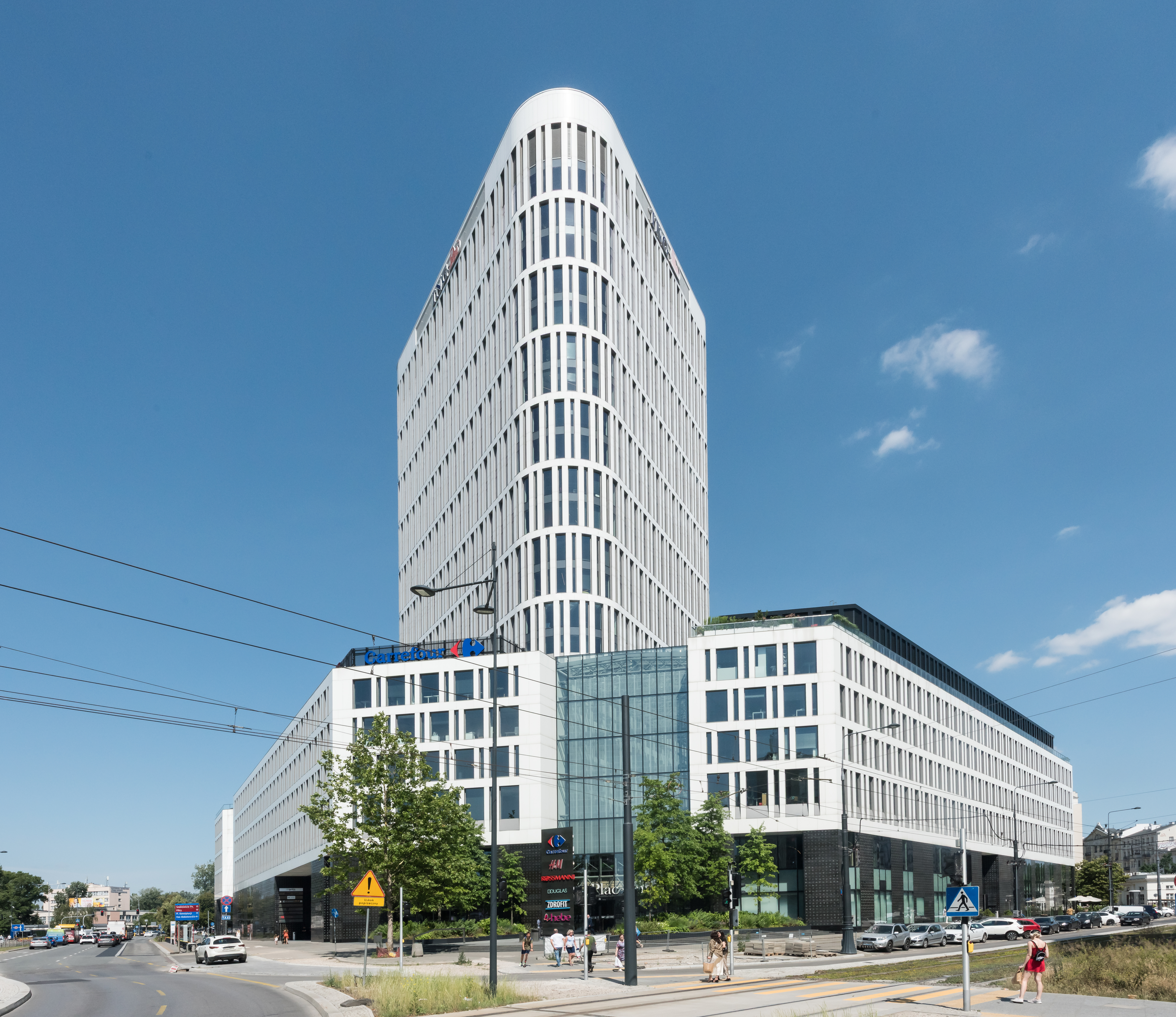
Ansicht 2024

Plac Unii ist ein derzeit sich im Bau befindlicher Multifunktions-Gebäudekomplex in Warschau. Die Anlage wird angrenzend an den namensgebenden Plac Unii Lubelskiej auf der Grenze der Stadtdistrikte Śródmieście und Mokotów errichtet. Der über einen etwa dreieckigen Grundriss verfügende Gebäudekomplex wird von den Straßen Ludwika Waryńskiego, Tadeusza Boya-Żeleńskiego und Puławska umgeben. Die Kosten für den Bau werden über 500 Millionen Złoty betragen.

## Geschichte
Auf dem Gelände befand sich zu Beginn des 20. Jahrhunderts der Endbahnhof einer Schmalspureisenbahn, die von hier nach Piaseczno und Góra Kalwaria führte (Kolej Wilanowska). In den 1930er Jahren wurde diese Strecke in Teilen stillgelegt und der Bahnhof am Plac Unii Lubelskiej eingestellt. Vor dem Zweiten Weltkrieg sollte hier ein Hochhaus errichtet werden. Dieser 70 Meter hohe Turm sollte Teil des geplanten „Marshall-Piłsudski-Viertels“ auf dem Gebiet des Pole Mokotowskie und das höchste Gebäudes des damaligen Warschaus werden. Die Pläne stammten von Bohdan Pniewski. Der Ausbruch des Krieges verhinderte die Realisierung.

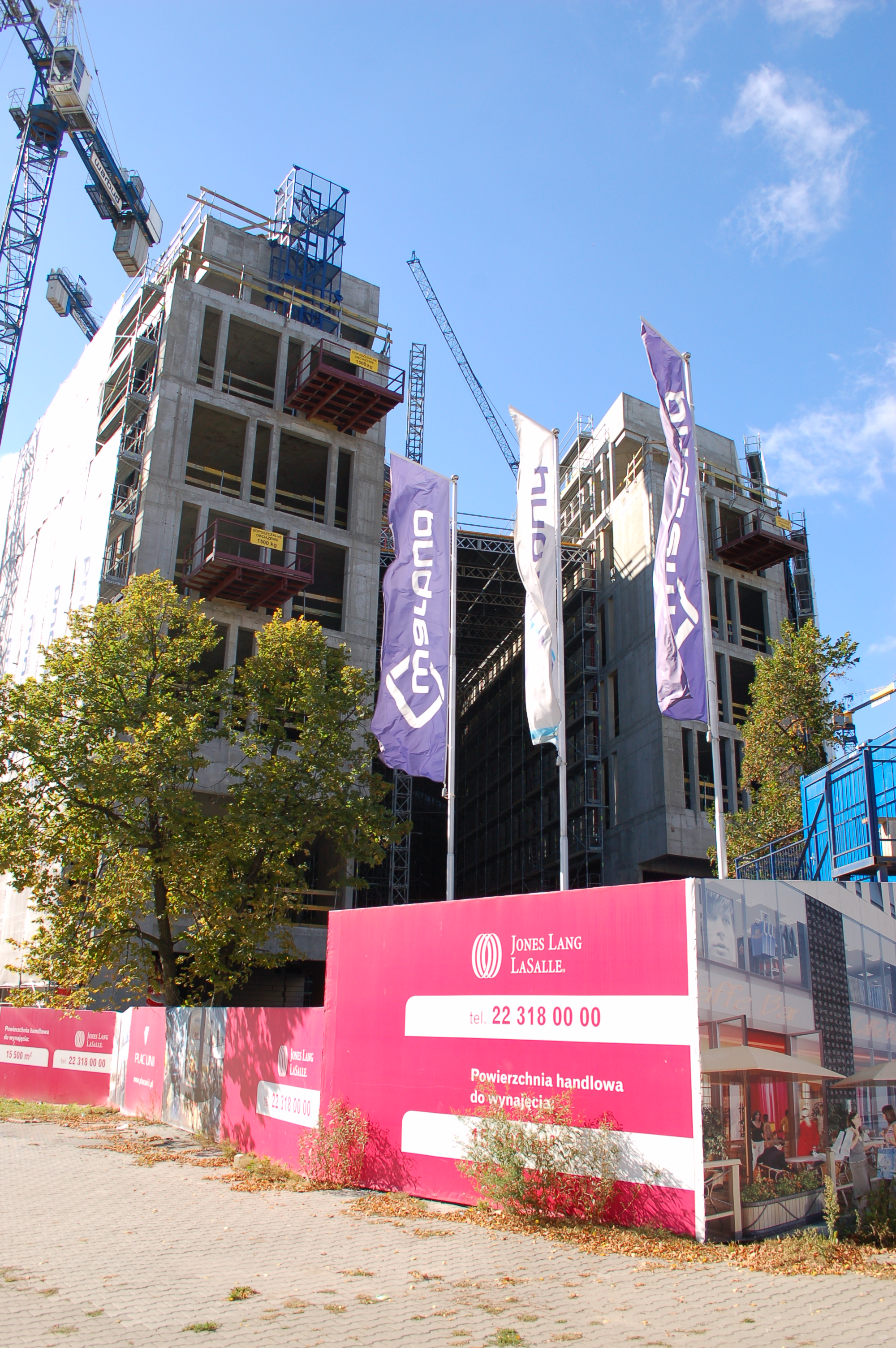
Zukünftiger Eingangsbereich an der Nordostspitze der Anlage. Blick vom Plac Unii Lubelskiej; links die Stirnseite des „C“-Bürohauses, rechts die des größeren „B“-Gebäudes

1962 wurde an dieser Stelle dann ein Supermarkt errichtet. Das erste Selbstbedienungsgeschäft Warschaus firmierte unter der Marke „Supersam“ und war in einem auffälligen, modernistischen Gebäude untergebracht. Dessen Konzeption stammte von einem Architektenteam unter Jerzy Hryniewiecki. Die Halle wurde 2006 abgerissen; der Plan, das einmalige und von der Warschauer Bevölkerung geschätzte Gebäude an anderer Stelle aufzubauen, scheiterte, da die einzelnen Bauelemente in einem zu schlechten Erhaltungszustand waren.

### GebäudekomplexPlac Unii
Der Entwurf zum Neubau stammt vom Architekturbüro Kuryłowicz & Associates unter dem später verunglückten Stefan Kuryłowicz. Er gewann 2007 den ersten Preis in dem mit Unterstützung des Architektenverbandes SARP durchgeführten Wettbewerb. Die Gestaltung des Projektes, vor allem des zentralen Turmes, wurde von einem der ersten New Yorker Hochhäuser, dem Flatiron Building inspiriert.
Das Projekt wird von einer Kooperation zweier Unternehmen getragen – dem internationalen Projektentwickler Liebrecht & Wood und dem polnischen Immobilienunternehmen BBI Development NFI S.A. Juvenes, das seit 1995 tätig ist. Die Finanzierung (105 Millionen EUR mit Auftstockungsoption) stellt die Bank Pekao S.A. bereit. Die Bauarbeiten begannen zum Ende des Jahres 2010. Mit dem Tiefbau wurde die Warbud S.A. beauftragt; diese Arbeiten wurden im April 2012 abgeschlossen. Die im Tiefbau gesetzten zweischaligen Mauern gehören mit einer Tiefe von 53 Meter zu den tiefsten Mauern dieser Art Warschaus. Für Fundament- und Tiefbau mussten rund 170.000 Quadratmeter Aushub bewegt werden. Die Firma konnte sich später auch in der Ausschreibung um die Oberflächenbebauung durchsetzen.
Hauptmieter des Büroturms wird die ING Polska sein. Als zukünftig größter Mieter des Bürogebäudes „C“ unterzeichnete die Dalkia Polska S.A. einen siebenjährigen Mietvertrag. Der Supersam war noch bis zu seiner Schließung im Jahr 2023 eingemietet.

## Architektur
Der Komplex wird aus drei mit einem Glasdach verbundenen Gebäuden bestehen. In drei Untergeschossen (−1, 0 und +1) wird sich eine rund 15.000 Quadratmeter große Shoppingmall befinden. Die darüberliegenden Geschosse sind zur Büronutzung bestimmt. Das Glasdach wird in einer Höhe von 30 Metern die Einkaufsbereich überspannen.
Der markante, etwa mittig stehende 90 Meter hohe, 21-stöckige Büroturm („A“) mit 24.000 Quadratmetern Nutzfläche wird nach seinem Mieter ING Polska als „ING Tower“ bezeichnet werden. Die Gebäude „B“ und „C“ werden je 6 Geschosse hoch sein und 11.500 bzw. knapp 6.000 Quadratmeter Bürofläche bieten. In einer 3-geschossigen Tiefgarage werden Parkplätze für 800 Autos zur Verfügung stehen.